# Пряхин, Владимир Николаевич
Влади́мир Никола́евич Пря́хин (15 июня 1938, Батурино, Золотухинский район, Курская область, РСФСР, СССР — 20 сентября 2008, Йошкар-Ола, Россия) — советский и российский хозяйственный деятель. Управляющий трестом «Марсельхозмонтаж» (1977—1986), председатель Производственного объединения «Марийскагропромснаб» (1988—2004), генеральный директор Акционерного общества «Марагроснаб» (1994—2001). Заслуженный работник сельского хозяйства Республики Марий Эл (1995).

## Биография
Родился 25 июня 1938 года в д. Батурино Золотухинского района Курской области.  
В 1957 году окончил Курский строительный техникум (1957). Работал на стройках Дальнего Востока, Мордовии.
С 1971 года в г. Йошкар-Оле Марийской АССР: начальник Марийского участка треста «Верхневолгосантехмонтаж», с 1977 года — заместитель председателя Йошкар-Олинского горисполкома, с 1977 года — управляющий трестом «Марсельхозмонтаж».
В 1981 году заочно окончил сельскохозяйственный факультет Марийского педагогического института имени Н. К. Крупской. С 1986 года — заместитель председателя Агропромышленного комплекса Марийской АССР, с 1988 года — председатель Производственного объединения «Марийскагропромснаб», в 1994—2001 годах — генеральный директор Акционерного общества «Марагроснаб».
Ушёл из жизни 20 сентября 2008 года в г. Йошкар-Оле.

## Признание заслуг
- Заслуженный работник сельского хозяйства Республики Марий Эл (1995)[1]
- Орден Трудового Красного Знамени (1995)[1]
- Орден «Знак Почёта» (1976)[1]

## Память
11 июня 2021 года на доме № 183 по ул. Советской в г. Йошкар-Оле  состоялось торжественное открытие памятной доски заслуженному работнику сельского хозяйства Марий Эл Владимиру Николаевичу Пряхину.  